# Santiago Amigorena
Ne doit pas être confondu avec Sebastian Amigorena.
Santiago Amigorena, né le 15 février 1962 à Buenos Aires, est un réalisateur, scénariste, producteur de cinéma et écrivain argentin naturalisé français.

## Biographie

### Jeunesse et études
Né de parents psychanalystes, Santiago Amigorena passe son enfance en Argentine, puis en Uruguay. En 1973, sa famille s'exile à Paris où, après deux années à l'École internationale bilingue, il intègre le lycée Rodin où il rencontre Cédric Klapisch, avec qui il collabore ensuite de nombreuses fois.
Après des études chaotiques de lettres (Paris IV), philosophie (Paris I) et trois années d'histoire de l'art à l'École du Louvre, il commence une thèse à l'EHESS avec Hubert Damisch.

### Carrière cinématographique
Il commence sa carrière cinématographique par l'écriture du scénario du film Les gens normaux n'ont rien d'exceptionnel de Laurence Ferreira Barbosa et connaît rapidement le succès avec l'écriture du scénario du Péril jeune de Cédric Klapisch.
Il signe une trentaine de scénarios, notamment pour la nouvelle génération de réalisateurs français des années 1990, entre autres Cédric Klapisch, Laurence Ferreira Barbosa, Brigitte Roüan, Agnès Merlet, Jean-Pierre Limosin.
Puis il réalise en 2006 son premier film, Quelques jours en septembre avec Juliette Binoche, Sara Forestier, Nick Nolte, John Turturro et Tom Riley, présenté en sélection officielle de la Mostra de Venise et du Festival international du film de Toronto (TIFF).
Il réalise ensuite deux autres longs métrages, Another Silence en 2011 (avec Marie-Josée Croze) et Les Enfants rouges en 2014, tout en continuant son métier de scénariste.

### Littérature
En 1997, Santiago Amigorena rencontre Paul Otchakovsky-Laurens qui publie son premier roman, Une enfance laconique, aux éditions P.O.L.
Ce livre est le premier de son projet littéraire, débuté il y a vingt-cinq ans, « l’élaboration d’une autobiographie qui se confondrait avec ses œuvres complètes, la création d’un texte monstre qui finirait par recouvrir sa vie. Et qui, en épuisant le matériau autobiographique, tarirait le besoin d’écrire, c’est-à-dire de se mettre à distance, en retrait de l’existence ».
Ce projet comporte six parties qui couvrent chacune six années de la vie du narrateur.
- La première partie, Une enfance laconique (publiée en 1998), se compose de deux chapitres : Le Premier Cauchemar, qui raconte ce que fut la vie du narrateur jusqu’à une certaine nuit de l’été 1963 où l’obscurité commença de lui faire peur, et La Première Lettre, qui s’achève en 1968, lorsque le narrateur apprend enfin à écrire.
- Une jeunesse aphone, deuxième partie du projet, comporte également deux chapitres : Le Premier Exil (paru en 2021) ; et Les Premiers Arrangements (paru en 2000), qui révèle la manière dont le narrateur découvre la politique et sa plus noble possibilité (l’amitié).
- Une adolescence taciturne, troisième partie du projet, se compose du Second Exil (publié en 2002), où le narrateur endure l’une des deux douleurs les plus déchirantes de sa vie (celle d’avoir été arraché à sa langue maternelle), et des Premières Fois (publié en 2016), vaste catalogue de l’adolescence qui s’achève par la première fois où le narrateur fait l’amour.
- La quatrième partie, Une maturité coite, couvre les six années suivantes et se compose également de deux chapitres publiés séparément : les joies intenses des deux années du Premier Amour (2004) et les intenses souffrances des quatre années de La Première Défaite (2012), dont la parution a été saluée par la critique : « La littérature n’a pas besoin d’histoire. On peut résumer La Première Défaite en une poignée de mots malingres : un amour sans retour. C’est banal. Santiago H. Amigorena en fait une épopée humaine[3] » ou encore « Santiago H. Amigorena poursuit sa formidable entreprise d'encyclopédie de lui-même, et sonde le deuil de l'amour et le manque de l'être aimé, dont seule l'écriture peut nous libérer[4]. »
- Le Premier Silence et L’Autre Silence, dont l’écriture n’est pas encore commencée, sont respectivement le premier et le second chapitre d’Une vieillesse discrète, cinquième partie du projet.
- Enfin, la sixième et dernière partie du projet a pour titre La Septième Partie.

Un certain nombre d’annexes complète ce vaste projet : certaines ont déjà été publiées (1978, 2003 parue sous le titre Des jours que je n’ai pas oubliés, 2086 parue sous le titre Mes derniers mots, 1943 parue sous le titre Le Ghetto intérieur), d’autres (1983, 2008, 1780, 2005) sont en cours d’écriture.

Une autre définition de ce projet est donnée par le critique littéraire Éric Aeschimann : 

« Comme des milliers d’écrivains, Amigorena est obsédé par son devancier (Proust). Sa solution est d’une folle prétention : "Faire à Proust ce que Joyce a fait à Homère". Mais le parrainage lui permet surtout de donner libre cours à la démesure de son projet et de solder au passage le faux dilemme de l’autofiction. »

### Famille et vie personnelle
Il est le frère de Sebastian Amigorena, immunologiste, directeur de recherche au CNRS, dirigeant un laboratoire à l'Institut Curie de Paris, et un des plus jeunes membres de l'Académie des sciences.
Le 10 juin 2000 à Faget-Abbatial, il épouse l'actrice Julie Gayet et a deux enfants avec elle avant de divorcer. À partir de 2006, il est en couple avec Juliette Binoche, rencontrée sur le tournage de Quelques jours en septembre. Ils se séparent en 2009.
Depuis 2015, il partage sa vie avec la scénariste Marion Quantin, qu'il épouse à Macao en août 2018. Ils ont ensemble un enfant né en août 2019.

## Œuvre littéraire
- Une enfance laconique (1998), P.O.L  (ISBN 2-86744-619-8)
- Une jeunesse aphone : les premiers arrangements (2000), P.O.L  (ISBN 2-86744-767-4)
- Une adolescence taciturne : le second exil (2002), P.O.L  (ISBN 2-86744-868-9)
- Le Premier Amour (2004), P.O.L  (ISBN 2-84682-027-9)
- 1978 (2009), P.O.L  (ISBN 978-2-84682-308-1)
- La Première Défaite (2012), P.O.L  (ISBN 978-2818016640)
- Des jours que je n'ai pas oubliés (2014), P.O.L  (ISBN 978-2-8180-2002-9)
- Mes derniers mots (2015), P.O.L  (ISBN 978-2-8180-3566-5)
- Les Premières Fois (2016), P.O.L  (ISBN 978-28180-4042-3)
- Le Ghetto intérieur (2019), P.O.L  (ISBN 978-28180-4782-8)
  - Prix des libraires de Nancy – Le Point, 2019[11]
  - Grand prix SGDL de la fiction 2020[12]
  - Prix Folio des libraires, 2021
  - Sélection Prix Goncourt, Prix Renaudot, Prix Médicis 2019
  - Prix Choix Goncourt de l'Italie
  - Prix Choix Goncourt de la Belgique
  - Prix Choix Goncourt de la Roumanie
  - Prix de la Renaissance Française 2019
  - Prix Hervé Bazin 2020
- Il y a un seul amour (2020), Stock  (ISBN 978-27578-8739-4)
- Le Premier Exil (2021), P.O.L  (ISBN 978-2-8180-5359-1)
  - Sélection Prix Médicis, 2021
- La Justice des hommes (2023), P.O.L  (ISBN 978-2-8180-5791-9)

## Filmographie
Sauf indication contraire, les informations mentionnées dans cette section peuvent être confirmées par les bases de données cinématographiques IMDb et Allociné,  présentes dans la section « Liens externes ».

### Comme réalisateur et scénariste
- 2006 : Quelques jours en septembre
- 2011 : Another Silence (titre français : Violences)
- 2014 : Les Enfants rouges (film)
- 2017 : Le Printemps (titre de travail - en préproduction)

### Comme scénariste
- 1989 : La Jalousie de Christophe Loizillon
- 1990 : Jean Galmot, aventurier d'Alain Maline
- 1992 : Maigret et la maison du juge (téléfilm) de Bertrand Van Effenterre
- 1993 : Les gens normaux n'ont rien d'exceptionnel de Laurence Ferreira Barbosa
- 1993 : Maigret et les caves du Majestic (téléfilm) de Claude Goretta
- 1993 : Le Fils du requin d'Agnès Merlet
- 1994 : Le Péril jeune de Cédric Klapisch
- 1996 : Quand les étoiles rencontrent la mer de Raymond Rajaonarivelo
- 1997 : Kini and Adams d'Idrissa Ouedraogo
- 1997 : Le Silence de Rak', de Christophe Loizillon
- 1997 : Post coïtum animal triste de Brigitte Roüan
- 1998 : La voie est libre de Stéphane Clavier
- 1998 : Tokyo Eyes de Jean-Pierre Limosin
- 1999 : La révolution sexuelle n'a pas eu lieu de Judith Cahen
- 1999 : Rien à faire de Marion Vernoux
- 1999 : Peut-être de Cédric Klapisch
- 2000 : Regarde-moi (en face) de Marco Nicoletti
- 2000 : Bon plan de Jérôme Lévy
- 2001 : Tu ne marcheras jamais seul de Gilles Chevallier
- 2002 : Ma caméra et moi de Christophe Loizillon
- 2002 : Le Loup de la côte Ouest d'Hugo Santiago
- 2002 : Ni pour ni contre (bien au contraire) de Cédric Klapisch
- 2012 : Upside Down de Juan Solanas
- 2017 : Ce qui nous lie de Cédric Klapisch
- 2017 : Si tu voyais son cœur de Joan Chemla
- 2019 : Deux Moi de Cédric Klapisch
- 2019 : Gloomy Eyes de Fernando Maldonado et Jorge Tereso
- 2020 : Last Words de Jonathan Nossiter
- 2022 : En corps de Cédric Klapisch
- 2025 : La Venue de l'avenir de Cédric Klapisch

### Comme producteur
Santiago Amigorena a fondé en 1996 une société de production, Les Films du Rat, en collaboration avec Christophe Loizillon.

#### Longs métrages
- 1996 : Le Silence de Rak de Christophe Loizillon
- 2002 : Ma caméra et moi de Christophe Loizillon
- 2004 : Orlando Vargas de Juan Pittaluga
- 2005 : Le Charme des impossibilités (documentaire) de Nicolas Buenaventura
- 2006 : Quelques jours en septembre de lui-même
- 2011 : Another Silence de lui-même
- 2014 : Les Enfants rouges de lui-même
- 2014 : Résistance naturelle (documentaire) de Jonathan Nossiter
- 2017 : Éditeur de Paul Otchakovsky-Laurens
- 2018 : Kairos de Nicolas Buenaventura

#### Courts métrages
- 1996 : Les Mains de Christophe Loizillon
- 1999 : Les Pieds de Christophe Loizillon
- 2002 : Rêver de Juan Pittaluga
- 2002 : Les Visages de Christophe Loizillon
- 2003 : Le Garde du corps de Sandrine Dumas
- 2007 : Corpus Corpus de Christophe Loizillon
- 2009 : Homo/Animal de Christophe Loizillon
- 2010 : Homo/Végatal de Christophe Loizillon
- 2011 : Famille de Christophe Loizillon
- 2012 : Petit Matin de Christophe Loizillon
- 2014 : Square de Christophe Loizillon
- 2015 : 3 Visages de Christophe Loizillon
- 2016 : Êtres vivants de Christophe Loizillon
- 2017 : Les Sexes de Christophe Loizillon

## Distinctions
Sauf indication contraire, les informations mentionnées dans cette section peuvent être confirmées par les bases de données cinématographiques IMDb et Allociné,  présentes dans la section « Liens externes ».

### Récompense
- Festival de Varsovie 2011 : meilleur réalisateur pour Another Silence
- Grand prix SGDL de la fiction 2020[12].

### Nominations et sélections
- Festival de Varsovie 2011 : en compétition pour Another Silence
- César 2023 : Meilleur scénario original pour En corps